# Les Baux-de-Breteuil
Les Baux-de-Breteuil é uma comuna francesa na região administrativa da Normandia, no departamento de Eure. Estende-se por uma área de 35,06 km². Em 2010 a comuna tinha 690 habitantes (densidade: 19,7 hab./km²).